# 武山修子
武山 修子（たけやま しゅうこ）は、1970年代に活躍した日本のフィギュアスケート選手（女子シングル）。神奈川県出身。1970年、1971年全日本フィギュアスケート選手権2位。1972年世界選手権代表。引退後はフィギュアスケートのコーチとして活動している。現在の姓名は大森 修子（おおもり しゅうこ）。

## 経歴
1970年、全日本選手権で山下一美に次いで2位に入る。1971年、再び全日本選手権で2位に入り、1971年世界選手権に選出された。初出場となった世界選手権では20位に終わる。
1975年、1976年には国民体育大会で2連覇を果たす。同年には神奈川スポーツ賞を受賞した。
引退後は、神奈川スケートリンクでコーチを務める。

## 主な戦績
| 大会/年      | 1970-71 | 1971-72 | 1974-75 | 1975-76 |
| ------------ | ------- | ------- | ------- | ------- |
| 世界選手権   |         | 20      |         |         |
| 全日本選手権 | 2       | 2       |         |         |
| 国民体育大会 |         |         | 1       | 1       |

## 受賞
- 神奈川スポーツ賞（1976年）